# Pie de la Cuesta, Veracruz
Pie de la Cuesta är en ort i Mexiko.   Den ligger i kommunen Texcatepec och delstaten Veracruz, i den sydöstra delen av landet, 150 km nordost om huvudstaden Mexico City. Pie de la Cuesta ligger 1 454 meter över havet och antalet invånare är 882.
Terrängen runt Pie de la Cuesta är bergig åt nordost, men åt sydväst är den kuperad. Runt Pie de la Cuesta är det ganska glesbefolkat, med 36 invånare per kvadratkilometer. Närmaste större samhälle är Tlachichilco, 17,0 km öster om Pie de la Cuesta. I omgivningarna runt Pie de la Cuesta växer i huvudsak städsegrön lövskog.